# Danny Cannon
Danny Cannon (Luton, 5 ottobre 1967) è un regista, sceneggiatore, produttore cinematografico e televisivo inglese, noto soprattutto per aver diretto il film Dredd - La legge sono io con Sylvester Stallone.

## Filmografia

### Regista

#### Cinema
- Strangers (1990)
- Play Dead – cortometraggio (1990)
- Young Americans (The young americans) (1993)
- Dredd - La legge sono io (Judge Dredd) (1995)
- Phoenix - Delitto di polizia (Phoenix) (1998)
- Incubo finale (I still know what you did last summer) (1998)
- Goal! (2005)

#### Televisione
- CSI: Miami – serie TV, 2 episodi (2003-2004)
- Capitol Law – film TV (2006)
- Justice - Nel nome della legge (Justice) – serie TV, un episodio (2006)
- CSI - Scena del crimine – serie TV, 25 episodi (2000-2007)
- The Cure – film TV (2007)
- Eleventh Hour – serie TV, 3 episodi (2008)
- The Forgotten – serie TV, episodio pilota (2009)
- Miami Medical – serie TV, un episodio (2010)
- Dark Blue – serie TV, 5 episodi (2009-2010)
- Alcatraz – serie TV, episodio pilota (2012)
- Nikita – serie TV, 6 episodi (2010-2012)
- Shameless – serie TV, un episodio (2013)
- The Tomorrow People – serie TV, 3 episodi (2013)
- The Lottery – serie TV, episodio pilota (2014)
- Training Day – serie TV, un episodio (2017)
- Gotham – serie TV, 10 episodi (2014-2017)
- The Faithful - serie TV, (2025)

#### Videoclip
- Play Dead - Björk (1993)

### Produttore

#### Cinema
- Boston Kickout, regia di Paul Hills (1995)
- Locked Down, regia di Daniel Zirilli (2010)

#### Televisione
- CSI: Miami – serie TV, 72 episodi (2002-2005)
- CSI - Scena del crimine – serie TV, 132 episodi (2000-2006)
- The Cure – film TV, regia di Danny Cannon (2007)
- Eleventh Hour – serie TV, 18 episodi (2008-2009)
- The Forgotten – serie TV, 17 episodi (2009-2010)
- Dark Blue – serie TV, 19 episodi (2009-2010)
- CSI: NY – serie TV, 64 episodi (2004-2011)
- The Tin Star – film TV (2012)
- Alcatraz – serie TV, episodio pilota (2012)
- Nikita – serie TV, 73 episodi (2010-2013)
- The Tomorrow People – serie TV, 17 episodi (2013-2014)
- The Lottery – serie TV, 10 episodi (2014)
- Training Day – serie TV, 6 episodi (2017)
- Gotham – serie TV, 57 episodi (2014-2017)
- Pennyworth – serie TV, 10 episodi (2019-in corso)

### Sceneggiatore

#### Cinema
- Strangers, regia di Danny Cannon (1990)
- Play Dead – cortometraggio, regia di Danny Cannon (1990)
- Young Americans, regia di Danny Cannon (1993)

#### Televisione
- CSI - Scena del crimine – serie TV, 11 episodi (2002-2007)
- Dark Blue – serie TV, 20 episodi (2009-2010)
- Gotham – serie TV, 8 episodi (2015-2017)

### Compositore
- Gotham – serie TV, 32 episodi (2015-2017)

### Colonna sonora

#### Cinema
- Until Tomorrow, brano di Phoenix - Delitto di polizia (Phoenix) (1998)

#### Televisione
- Gotham Theme, brano di Gotham – serie TV, 7 episodi (2015-2016)
- Gotham End Credits Theme, brano di Gotham – serie TV, un episodio (2015)

## Riconoscimenti
- 1995 – Sci-Fi Universe Magazine[1]
  - Miglior regista per un film di fantascienza per Dredd - La legge sono io
- 2002 – Premio Emmy
  - Candidatura per la miglior serie drammatica per CSI - Scena del crimine
- 2003 – Premio Emmy
  - Candidatura per la miglior serie drammatica per CSI - Scena del crimine
- 2003 – Producers Guild of America
  - Candidatura per il Television Producer of the Year Award in Episodic per CSI - Scena del crimine
- 2004 – Premio Emmy
  - Candidatura per la miglior serie drammatica per CSI - Scena del crimine
- 2004 – Producers Guild of America
  - Candidatura per il Television Producer of the Year Award in Episodic per CSI - Scena del crimine
- 2005 – Producers Guild of America
  - Candidatura per il Television Producer of the Year Award in Episodic per CSI - Scena del crimine
- 2014 – Online Film & Television Association
  - Candidatura per la miglio regia in una serie commedia per Shameless